# ユニバーサル極心平射図法

UPS直交座標系

ユニバーサル極心平射図法（ユニバーサルきょくしんへいしゃずほう）またはユニバーサル極平射図法とは、北極点周辺および南極点周辺のための地図投影法であり、平面直交座標系である。略してUPS図法（Universal Polar Stereographic Projection）とも呼ばれる。ユニバーサル横メルカトル図法（UTM）と合わせて全地球面をカバーする。

## 図法の詳細
北緯84度以北と南緯80度以南を対象とする。ユニバーサル横メルカトル図法の対象地域と接続するため、0.5度外側への拡張まで想定している。
図法は正角図法である平射図法を用いる。これは1標準緯線型のランベルト正角円錐図法において設定する円錐を限りなく平面に近づけた状態と理解することができる。
縮尺の歪みを調整するため、縮尺係数0.994をかける。これにより緯度80度での局所的な縮尺は1.0016になる。
以下に述べる座標系を入れて位置指定を行うために0.994という係数を共通化する必要がある。この縮尺係数と関係なしに極を中心とする平射図法は、極地方を含む各種地図で多用されている。特に天気図においては、北半球・南半球全体の天候を見る必要性が高まっており、専門分野では極心平射図法が主流になっている。

## UPS直交座標系
UTM直交座標系と同様に、UPSで投影された平面上に直交座標系を入れて位置指定等に用いる。
北極の場合はUPSで投影した平面上、北極点を原点に、東経90度方向をX軸、経度180度方向をY軸とし、両軸とも2000kmを加えた座標系を用いる。南極の場合は、南極点を原点に、東経90度方向をX軸、経度0度方向をY軸とし、両軸とも2000 kmを加える。
極地方の限られた範囲に用いられる座標系なので元々多用されるものではない。また、学術分野でこれと異なる座標の入れ方をする場合もある。

### The U.S. Military Grid Reference System (MGRS)
UTMの場合と同様にアメリカ軍のシステムとして、ゾーンのアルファベット符号付けがなされている。UTMのゾーン番号に当たるものはなく、経度0度-180度線により、南極部を西と東に分けて A、B、北極部を西と東に分けて Y、Z とする。さらに座標線により100 km四方の区画分けを行い、アルファベット2文字の符号を付与する。